# Hoplitocoris
Hoplitocoris is een geslacht van wantsen uit de familie van de Enicocephalidae. Het geslacht werd voor het eerst wetenschappelijk beschreven door Jeannel in 1942.

## Soorten
Het genus bevat de volgende soorten:

- Hoplitocoris angolensis Villiers, 1959
- Hoplitocoris bilobus Villiers, 1962
- Hoplitocoris brevicornis Villiers, 1968
- Hoplitocoris camerunensis Jeannel, 1942
- Hoplitocoris capensis Villiers, 1969
- Hoplitocoris crypticus Villiers, 1976
- Hoplitocoris descarpentriesi Villiers, 1969
- Hoplitocoris elevatus Villiers, 1969
- Hoplitocoris ethiopicus Stys, 1969
- Hoplitocoris garambensis Villiers, 1962
- Hoplitocoris isaroginus Stys, 1981
- Hoplitocoris jeanneli Villiers, 1943
- Hoplitocoris kenyensis (Jeannel, 1919)
- Hoplitocoris laticollis Villiers, 1969
- Hoplitocoris leleupi Villiers, 1969
- Hoplitocoris lewisi (Distant, 1903)
- Hoplitocoris linnavuorii Villiers, 1968
- Hoplitocoris monticola Villiers, 1969
- Hoplitocoris pauliani Villiers, 1948
- Hoplitocoris pericarti Villiers, 1969
- Hoplitocoris pilosus Villiers, 1969
- Hoplitocoris rossi Villiers, 1969
- Hoplitocoris saegeri Villiers, 1962
- Hoplitocoris senegalensis Risbec, 1950
- Hoplitocoris tanganikensis Villiers, 1969
- Hoplitocoris vilhenai Wygodzinsky, 1948
- Hoplitocoris wygodzinskyi Villiers, 1959
- Hoplitocoris xandrae Stys, 1981
- Hoplitocoris zuluensis Villiers, 1962